# Agrostis bettyae
Agrostis bettyae é uma espécie de gramínea do gênero Agrostis, pertencente à família Poaceae.